# Rudolf-Fettweis-Werk

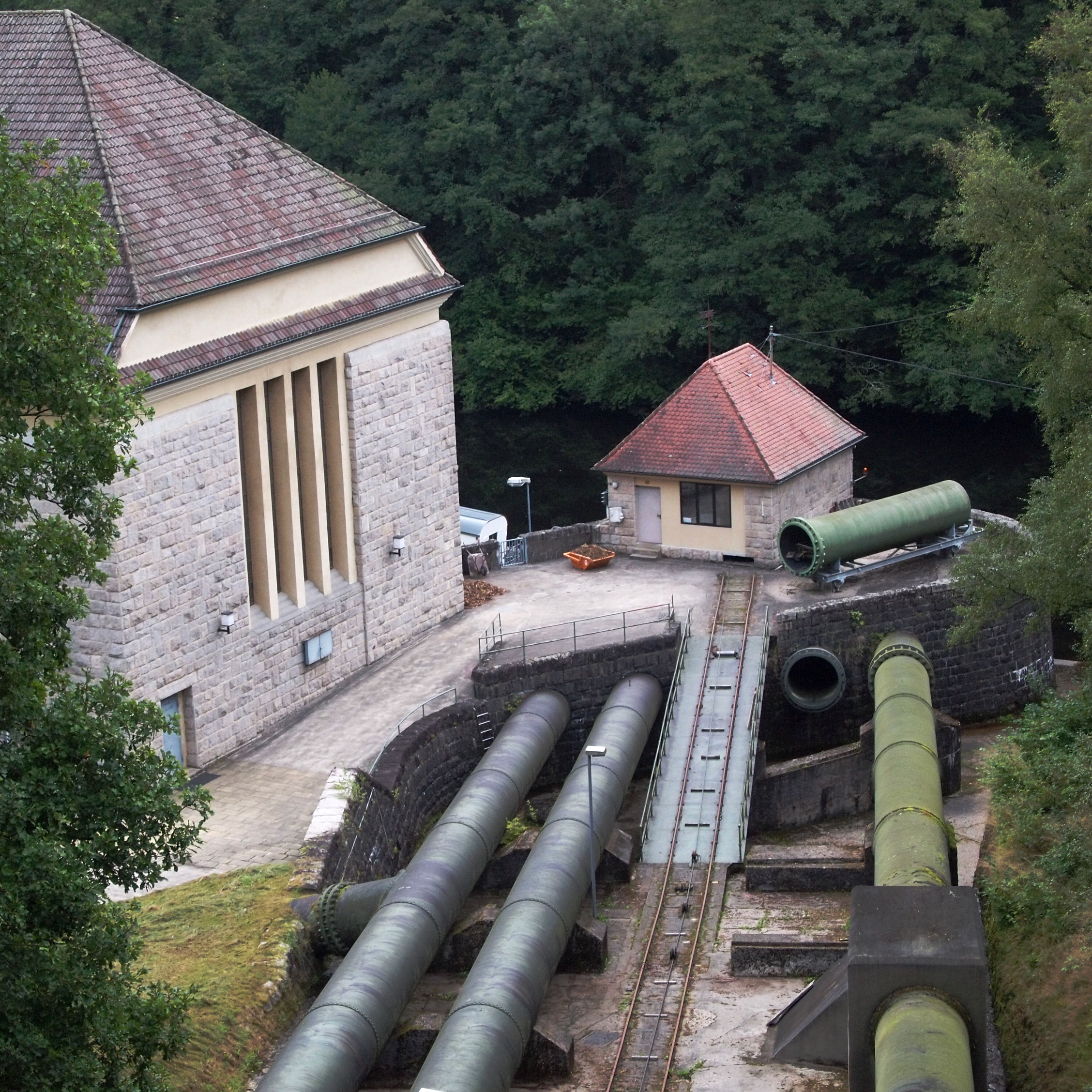
Druckrohre und Maschinenhaus in Forbach

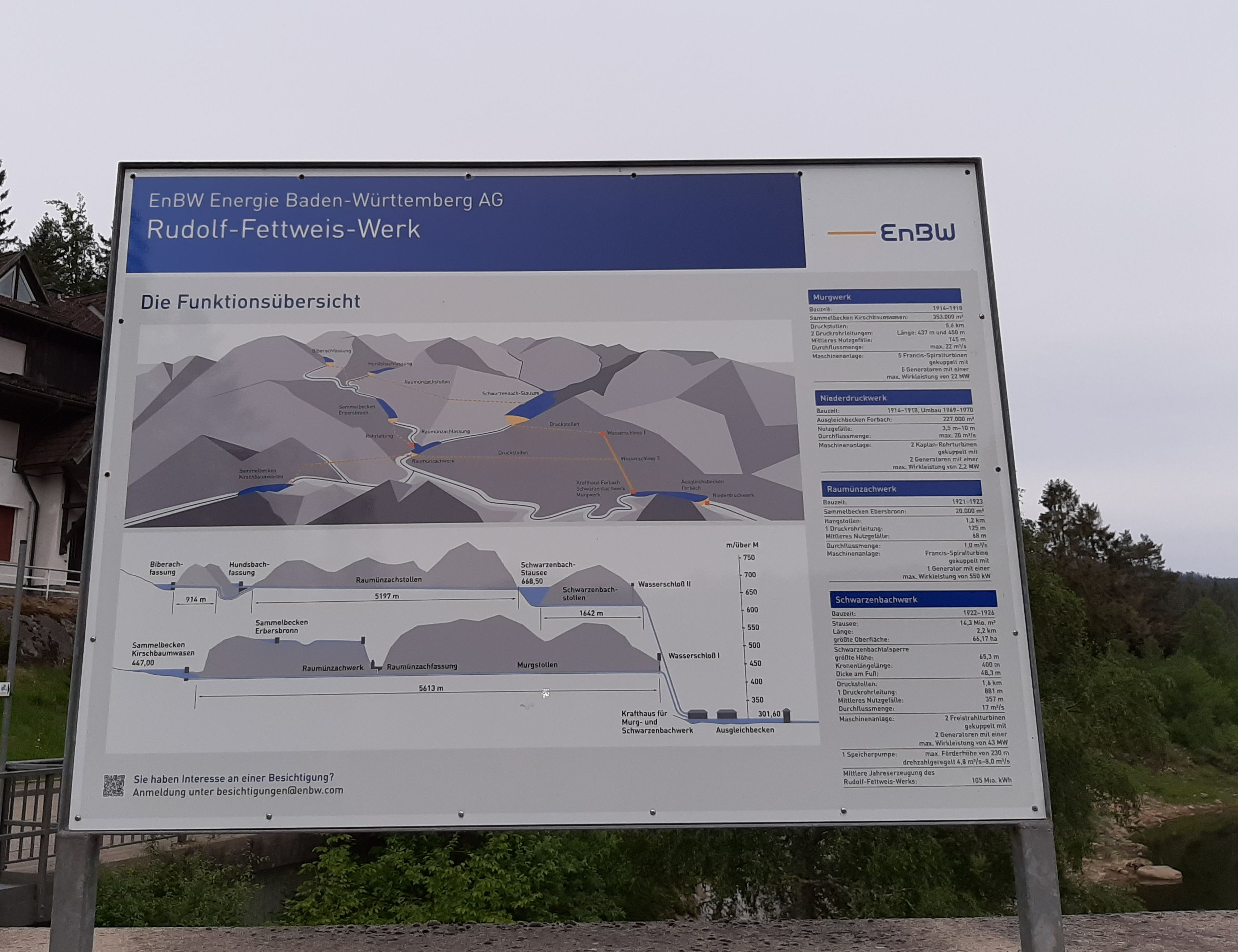
Übersichtstafel der EnBW an der Schwarzenbachtalsperre

Das Rudolf-Fettweis-Werk ist ein Pumpspeicher- und Laufwasserkraftwerk in Forbach im Murgtal, nördlicher Schwarzwald. Die Anlage mit mehreren Becken, insbesondere der Schwarzenbachtalsperre, wurde ab 1914 vom Land Baden errichtet, in den 1920er Jahren unter der Leitung von Rudolf Fettweis erweitert und gehört heute dem Energieversorgungsunternehmen EnBW.

## Aufbau
Zum Komplex gehören mehrere über Stollen und Rohrleitungen miteinander verbundene Werke:
- Das Oberbecken des Schwarzenbachwerks ist der Schwarzenbach-Stausee. Diesem wird über den mehr als 5 km langen Raumünzachstollen Wasser zugeführt, das in benachbarten, hoch gelegenen Seitentälern der Raumünzach in der Biberachfassung und der Hundsbachfassung gesammelt wird. Durch den 1642 m langen Schwarzenbachstollen gelangt das Wasser der Talsperre zum Wasserschloss II, von wo es in einem oberirdisch verlaufenden, 881 m langen Druckrohr zum Turbinenhaus im Talgrund der Murg in Forbach fällt. Die Maximalleistung der beiden Peltonturbinen beträgt 46 MW. Bei Stromüberschuss kann Wasser aus dem Sammelbecken Kirschbaumwasen weiter oben an der Murg in das höher gelegene Speicherbecken gepumpt werden, wo es zur Deckung des Strombedarfs bei Spitzenlast zur Verfügung steht.
- Das Murgwerk besteht neben dem Sammelbecken Kirschbaumwasen aus dem 5613 m langen Murgstollen und zwei 437 m und 450 m langen oberirdischen Druckrohren vom Wasserschloss I zum Turbinenhaus in Forbach. 5 Francis-Turbinen haben eine maximale Gesamtleistung von 22 MW.
- Die Francis-Spiralturbine des Raumünzachwerks wird aus dem Sammelbecken Erbersbronn über den 1,2 km langen Hangstollen und eine 125 m lange Druckrohrleitung mit Wasser versorgt, welches anschließend über die Raumünzachfassung dem Murgstollen zugeführt wird. Die Maximalleistung beträgt 0,55 MW.
- Im Niederdruckwerk wird mit zwei Kaplan-Rohrturbinen und einer Maximalleistung von 2,4 MW die Stauhöhe des Ausgleichsbeckens Forbach zur Energiegewinnung genutzt. Dieses unterhalb des Turbinenhauses der beiden Hauptwerke gelegene Becken dient auch zur Regelung der Wasserführung der Murg und als Unterbecken des Pumpspeicherwerkes.

Beim Schwarzenbachwerk ist eine Besonderheit erwähnenswert: Während im Generatorbetrieb das Wasser in das Ausgleichsbecken Forbach abgegeben wird, erfolgt im Pumpbetrieb die Wasserentnahme aus dem Sammelbecken Kirschbaumwasen. Dadurch müssen die Pumpen anstatt der vollen Höhendifferenz zwischen Krafthaus und Talsperre von ca. 355 m nur einen Höhenunterschied von knapp 220 m bewältigen.
Der Netzanschluss erfolgt über die Schaltanlage Forbach auf der 110-kV-Hochspannungsebene in das Stromnetz des Verteilnetzbetreibers Netze BW GmbH.

## Geschichte

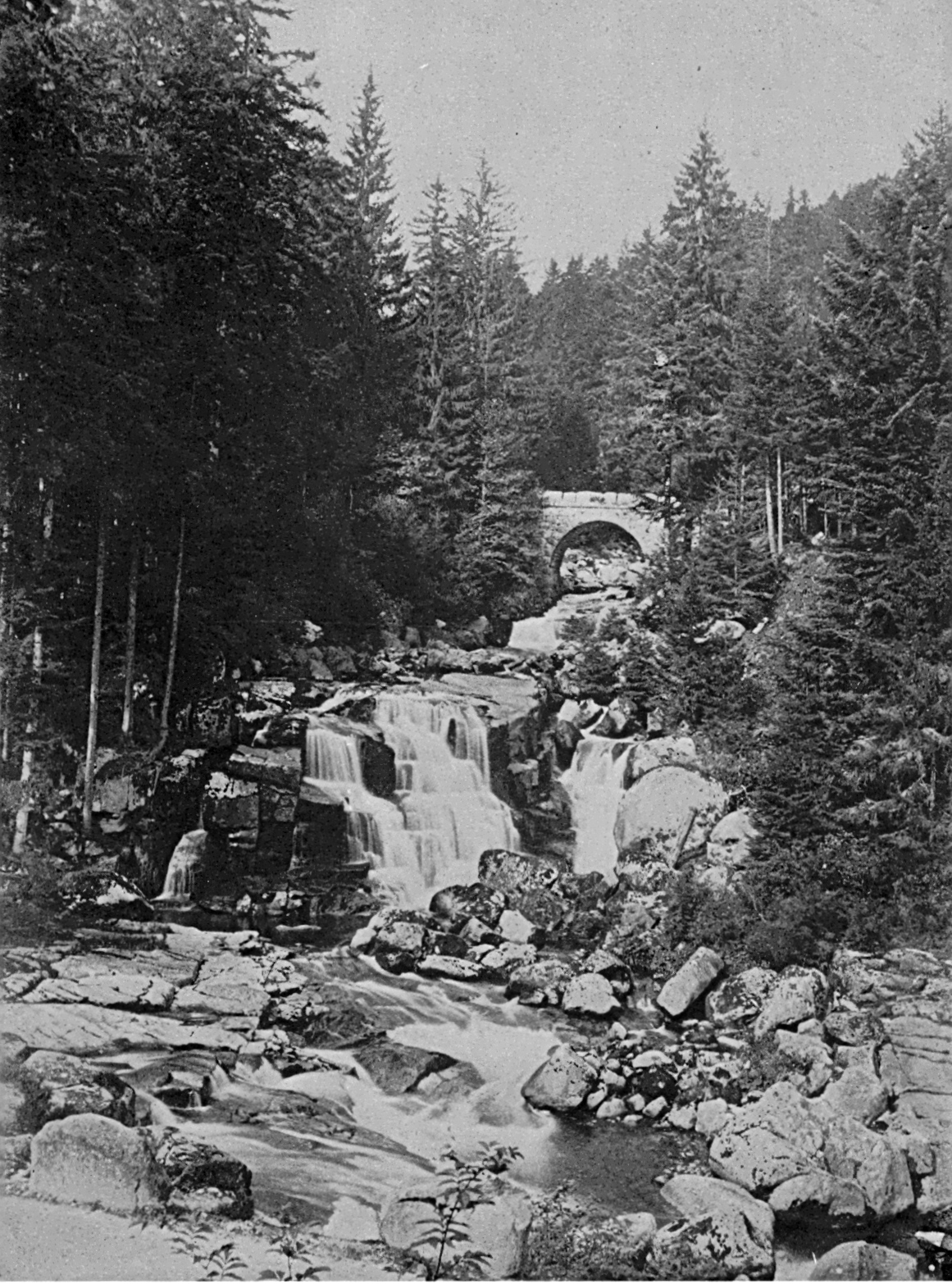
Raumünzacher Wasserfall des Schwarzenbachs vor dessen Ableitung zum Kraftwerk ab 1926

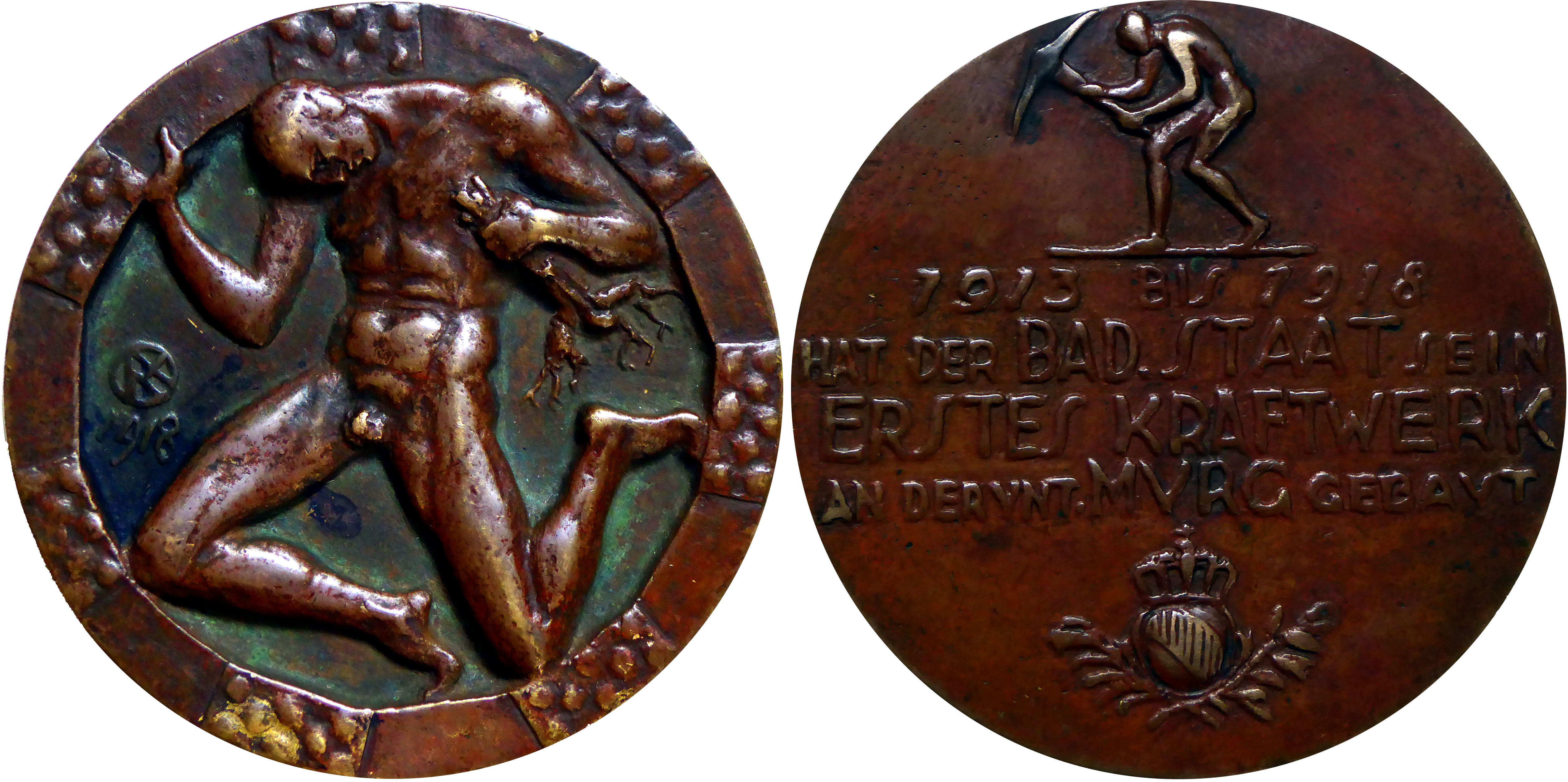
Eröffnungsmedaille von Rudolf Kowarzik 1918

Die ersten Pläne für die Nutzung der Wasserkraft im oberen Murgtal wurden 1903 vom Wasserbau-Ingenieur Theodor Rehbock im Auftrag der Papierfabrik E. Holtzmann & Cie. erstellt. Als dann das Großherzogtum Baden mit dem Aufbau einer staatlichen Elektrizitätsversorgung begann, übernahm die Oberdirektion für Wasser- und Straßenbau in Karlsruhe diese Pläne.
Kern der Planung waren die Murgtalsperre bei Kirschbaumwasen, das Murgkraftwerk in Forbach und ein Stausee im Schwarzenbachtal.
Murgtalsperre und Murgkraftwerk wurden von 1914 bis 1918 erbaut. Das Raumünzachwerk wurde von 1921 bis 1923 zur Stromversorgung der Baustelle der Schwarzenbachtalsperre errichtet und war daher anfangs unter dem Namen Baukraftwerk bekannt. Das Schwarzenbachtal liegt ca. 350 Meter höher als das Murgtal und bot sich für den Bau eines Stausees an, der von 1922 bis 1926 angelegt wurde. Das Murgkraftwerk in Forbach erfuhr während des Baus der Schwarzenbachtalsperre eine starke Erweiterung. In den ursprünglichen Planungen war auch eine zweite Talsperre im Raumünzachtal vorgesehen, die dann aber aus wirtschaftlichen Gründen nicht ausgeführt wurde. Stattdessen wurden der Hundsbach und die Biberach als Quellbäche der Raumünzach gefasst und über den als Freispiegelleitung ausgeführten Raumünzachstollen der Schwarzenbachtalsperre zugeführt.
Die Arbeiten standen zunächst unter der Leitung der für diesen Kraftwerksbau neu geschaffenen Abteilung für Wasserkraft und Elektrizität der Badischen Oberdirektion für Wasser- und Straßenbau und wurden ab 1921 von der Badischen Landes-Elektrizitäts-Versorgungs AG weitergeführt. Der Kraftwerkskomplex wurde später nach Rudolf Fettweis, deren damaligem Vorstand und Leiter des Baus des Schwarzenbachwerks benannt.

## Ausbau
Im Sommer 2010 stellte die EnBW eine Projektstudie zum Ausbau des Rudolf-Fettweis-Werks durch die Anlage weiterer Sammelbecken und Kraftwerke vor. Bevorzugter Standort für das neu zu bauende Oberbecken ist der Gipfelbereich des Seekopfs. Bei Forbach ist ein Kavernenspeicher als neues Unterbecken vorgesehen. Im Januar 2018 wurde der Genehmigungsantrag zur Errichtung einer neuen Unterstufe beim Regierungspräsidium Karlsruhe eingereicht, darin ist der unterirdische Kavernenspeicher enthalten. Der neue Speicher steigert die Fähigkeiten als Pumpspeicherkraftwerk zu arbeiten – unabhängig davon, ob tatsächlich eine neue Oberstufe realisiert wird. Der Planfeststellungsbeschluss für die neue Unterstufe wurde am 1. März 2023 erteilt. Die Planungen für eine neue Oberstufe ruhen derzeit (2023). Am 27. Juni 2024 wurde mit dem Bau offiziell begonnen. Die Inbetriebnahme ist für Herbst 2027 geplant, die Gesamtkosten werden auf 280 Mio. Euro geschätzt.
Die neue Unterstufe wird einen Kavernenspeicher als Unterbecken besitzen. Die Kraftwerksanlage wird ebenfalls unterirdisch angesiedelt sein. Als Oberbecken fungiert weiterhin die Schwarzenbachtalsperre, so dass ein echtes Pumpspeicherkraftwerk mit einer Leistung von 54 MW im Turbinenbetrieb und 57 MW im Pumpbetrieb entsteht. Das Murgwerk mit einer Leistung von 23 MW, das den Höhenunterschied von circa 150 m zwischen der Murgsperre bei Kirschbaumwasen und dem Kraftwerk in Forbach ausnutzt, wird erneuert und in die unterirdische Kraftwerksanlage integriert.